# Aja Basilier-Magelssen
Ida Ajagela «Aja» Basilier-Magelssen, enl SDB Frich, född 2 oktober 1879 i Kristiania i Norge, död 25 mars 1962 i Södertälje i Sverige, var en norsk skådespelare, sångare och översättare.

## Familj
Aja Basilier-Magelssen var dotter till Aftenpostens redaktör Johan Siegfried Cammermeyer Magelssen (1835–1910) och operasångaren och sångpedagogen Ida Mathilde Basilier (1846–1928). Hon gifte sig 21 april 1907 med författaren Øvre Richter Frich (1872–1945).

## Liv och verk
Aja Basilier-Magelssen var våren 1900 knuten till Centralteatret i födelseorten Kristiania. Här debuterade hon i rollen som Mimi i stycket Solnedgång. Säsongen 1900–1901 var hon knuten till Sekondteatret vid Christiania Tivoli. I januari 1902 blev hon en del av Svenska teatern i Helsingfors, där hon debuterade i rollen som Frk. Møller i stycket Första Violin.
Åren 1903–1908 var Basilier-Magelssen ånyo verksam vid Centralteatret, och det var där hon 10 november 1903 uppträdde i sin första större roll i Norge, då som Elina Kareno i dramat Vid Rigets Port.
Förutom att ta sig an rena teaterroller medverkade Aja Basilier-Magelssen även i operetter, och utmärkte sig genom sina framföranden av temperamentsfulla franska sånger. Hon var också verksam som översättare.
Efter att i många år ha fört en kringflackande tillvaro tillsammans med maken Øvre Richter Frich, med besök i många länder och långvariga uppehåll i bland annat Paris och Köpenhamn, flyttade paret 1928 till Södertälje i Sverige.

## Roller i urval
- Mimi i stykket Solnedgang av Vilhelm Krag (Centralteatret, 1900)
- Frk. Møller i Første Violin av Jens Petersen og Gustav Wied (Svenska teatern i Helsingfors, 1902)
- Fanny i I Vandkuranstalten av Wilhelm Meyer-Förster (Centralteatret, 1903)
- Emma von Helms i Ægtemænd og Lygtemænd av Thomas Krag (Centralteatret, 1903)
- Elina Kareno i Ved Rigets Port av Knut Hamsun (Centralteatret, 1903)
- Inger i Erotik av Gustav Wied (Centralteatret, 1904)
- Malerinde i Verdens Undergang av Vilhelm Dybwad (Centralteatret, 1905)
- Angelique i Den forbudne Frukt av Bøgh/Voisin (Centralteatret, 1905)
- Aase i Askeladden (Centralteatret, 1905)
- Baronessen i operaen Regimentets datter av Gaetano Donizetti (Centralteatret, 1907)